# Marcin Świetlicki

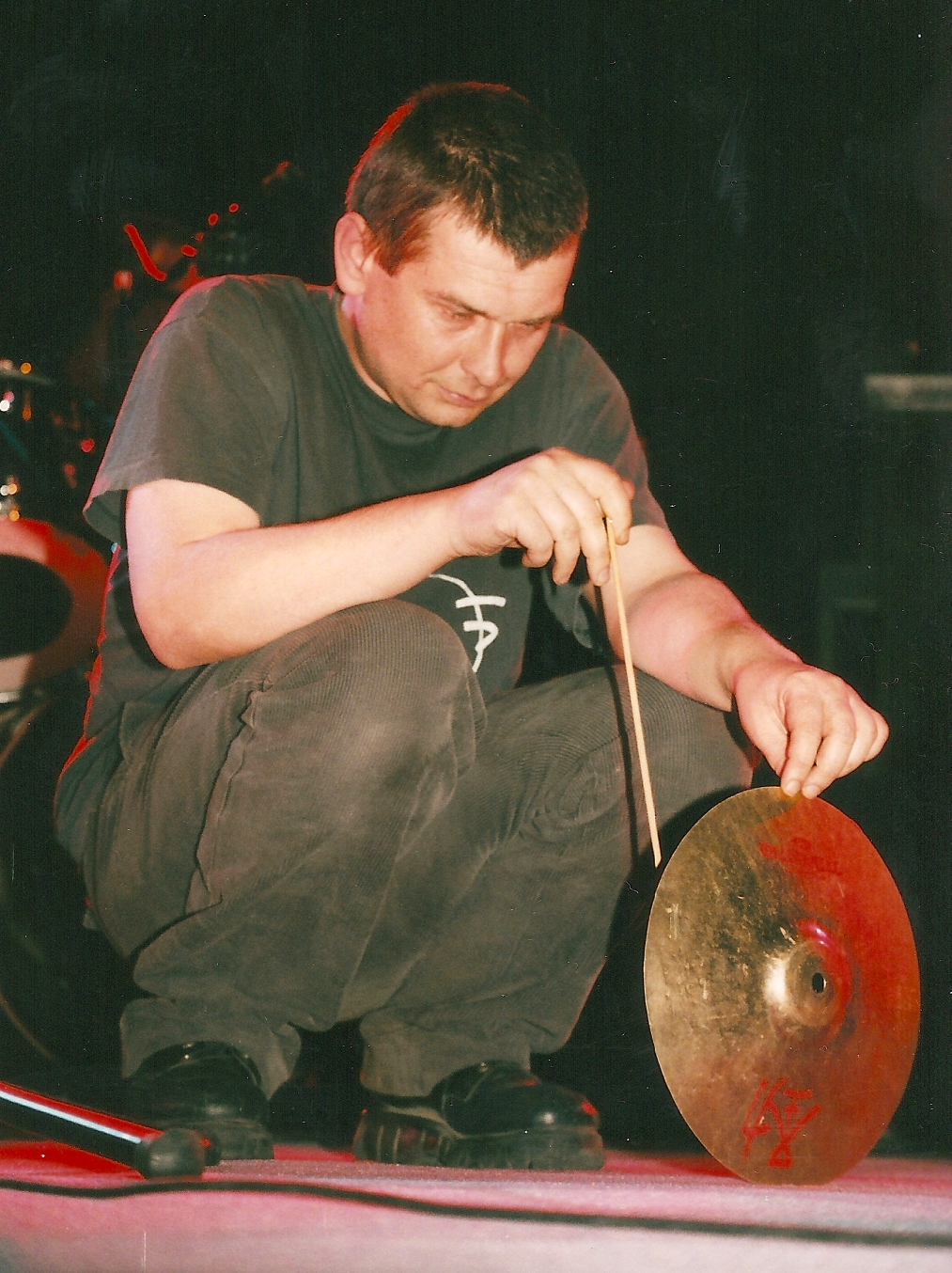
Marcin Świetlicki

Marcin Adam Świetlicki (* 24. Dezember 1961 in Lublin, Polen) ist ein polnischer Dichter, Schriftsteller und Kopf der Rockgruppe Świetliki (Leuchtkäfer). Für sein schriftstellerisches Schaffen wurde er mit mehreren Literaturpreisen ausgezeichnet, darunter mit dem renommierten Kościelski-Preis.

## Leben
Świetlicki wuchs in Piaski auf und besuchte das Gymnasium in Lublin. Bereits als Schüler sendete er ein Gedicht und eine Erzählung bei der Wochenzeitung Na przełaj ein, die in späteren Anthologien abgedruckt wurden. Nach dem Abitur 1980 nahm er ein Studium der Polonistik an der Jagiellonen-Universität in Krakau auf. Nach seiner Exmatrikulation im Dezember 1981 legte er 1982 erneut die Aufnahmeprüfung erfolgreich ab. Während seines Studiums arbeitete er für das Studentenradio und veröffentlichte 1984 Gedichte in der unabhängigen Zeitschrift NaGłos. Daraufhin wurde er wieder exmatrikuliert und wurde bis 1986 für den Wehrdienst in Słupsk einberufen. Anschließend arbeitete er einige Monate als Erzieher in einem Internat in Lublin, bis er 1987 nach Krakau umsiedelte. Dort war er zunächst als Nachtwächter und von 1988 bis 1990 als Bote und Mitarbeiter des Sekretariats des Towarzystwo Przyjaciół Sztuk Pięknych tätig. Nach dem Systemwechsel in Polen wurde er 1991 als Korrektor und Textaufbereiter in der Zeitung Tygodnik Powszechny eingestellt, für die er bis 2004 arbeitete und in der er Gedichte und Rezensionen veröffentlichte. Daneben war er mit der Zeitschrift brulion verbunden, wo er 1993 das zusammen mit Marcin Baran und Marcin Sendecki verfasste Gedicht Wiersz współny (półfinałowy) veröffentlichte, das als Manifest für die Dichter um diese Zeitschrift gilt. Zudem publizierte er seine Gedichte in NaGłos, Dekada Literacka, Lampa i Iskra Boża und Odra. Als Stipendiat verbrachte er 1991 einige Zeit in Paris. Zurück in Polen gründete er mit den Mitgliedern der Krakauer Band Trupa Wertera Utrata 1992 die Rockgruppe Świetliki, für die er Texte schrieb und als Sänger auftrat. Daneben leitete er Musiksendungen im Radio, zunächst im Radio Mariackie, dann im Radio Kraków und Radiostacja. Für seine Dichtung wurde er 1994 mit dem Paszport Polityki ausgezeichnet, nahm den Preis jedoch nicht an. Im Rahmen des Stipendiums der Literaturwerkstatt Berlin verweilte er 1995 kurze Zeit in Berlin. Für sein lyrisches Gesamtwerk wurde er 1996 mit dem Kościelski-Preis geehrt. In den folgenden Jahren trat er auch vereinzelt als Schauspieler auf, so in der Hauptrolle in dem 1998 im Fernsehen gesendeten Theaterstück Małżowina von Wojciech Smarzowski sowie 2002 in dem Spielfilm Anioł w Krakowie von Artur Więcek. Mit Grzegorz Dyduch moderierte er von 2000 bis 2002 das Kulturmagazin Pegaz und führte Interviews für die Zeitschriften Przekrój, Gazeta Wyborcza und Wysokie Obcasy. Daneben war er 2003 Mitbegründer des Stowarzyszenie Miłośników Kryminału i Sensacji „Trup w szafie“ und Juror des Preises Wielki Kaliber, der seit 2004 verliehen wird. Als Autor von Kriminalgeschichten debütierte er 2005. Mit Musiksendungen kehrte er 2006 bis 2007 im Radio Kraków zurück und ging 2009 zum Sender Roxy FM. Anschließend war er von 2010 bis 2015 Redaktionsmitglied der gesprochenen Zeitschrift Gadający pies. Zusammen mit Dariusz Dudziński und Michał Wandzilak gründete er 2015 die Musikgruppe Najprzyjemniejsi, die auch mit Julia Kamińska als Julia i Nieprzyjemni auftrat.
Er lebt in Krakau.

## Werke

### Dichtung
- Zimne kraje. Wiersze 1980–1990, 1992; 9. Aufl. 1999
- Schizma, 1994
- Zimne kraje 2, 1995
- Berlin, 1995
- 37 wierszy o wódce i papierosach, 1996
- Trzecia połowa, 1996; 2. Aufl. 2005
- 20 niezapomnianych przebojów i 10 kultowych fotografii, 1996
- Zimne kraje 3, 1997
- Stare chłopy prowadzą rowery na techno, 1998
- Pieśni profana, 1998
- Czynny do odwołania, 2001
- Wiersze wyprane, 2002
- Nieczynny 2003
- Wiersze wyprane 2003
- 49 wierszy o wódce i papierosach, 2004
- Muzyka środka 2006
- Nieoczywiste. 77 wierszy religijnych, 2007
- Niskie pobudki, 2009
- Wiersze, 2011
- Marcin Świetlicki. Antologia, 2012
- Jeden, 2013
- Delta Dietla, 2015
- Zło, te przeboje. (Piosenki 1992–2015), 2015 (Sammlung von Liedtexten)
- Drobna zmiana, 2016
- Polska. (Wiązanka pieśni patriotycznych), 2018

### Prosa
- Katecheci i frustraci 2001 (als Marianna G. Świeduchowska mit Grzegorz Dyduch)
- Kotek, in eine Anthologie Trupy Polskie 2005
- Dwanaście, 2006 (Zwölf)
- Trzynaście, 2007 (Dreizehn)
- Jedenaście, 2008 (Elf)
- Orchidea, 2009 (mit G. Grzegorzewska)
- Powieści, 2011
- Nieprzysiadalność. Autobiografia, 2017

## Platten mit der Gruppe Świetliki
- Ogród koncentracyjny 1995
- Cacy cacy fleischmaschine 1996
- Cacy cacy love mix EP 1996
- Perły EP 1999
- Wieprze EP 1999
- Perły przed wieprze 1999
- Złe misie 2001
- Las Putas Melancólicas 2005
- Las Putas Melancólicas y Exclusivas 2005
- Sromota 2013

## Nominierungen und Auszeichnungen (Auswahl)
- 1994: Paszport Polityki in der Kategorie Literatur
- 1996: Kościelski-Preis
- 1999: Nominierung für den Nike-Literaturpreis mit Pieśni profana
- 2002: Finalist des Nike-Literaturpreises mit Czynny do odwołania
- 2007: Finalist des Literaturpreises Gdynia mit Muzyka środka
- 2007: Finalist des Nike-Literaturpreises mit Muzyka środka
- 2009: Literaturpreis Gdynia in der Kategorie Prosa für Jedenaście
- 2012: Breslauer Lyrikpreis Silesius für das Gesamtwerk
- 2014: Literaturpreis Gdynia in der Kategorie Dichtung für Jeden
- 2014: Finalist des Nike-Literaturpreises mit Jeden
- 2016: Nominierung für den Wisława-Szymborska-Preis mit Delta Dietla